# Блумингдејл (Џорџија)
Блумингдејл (Џорџија) (енгл. Bloomingdale) град је у америчкој савезној држави Џорџија. По попису становништва из 2010. у њему је живело 2.713 становника.

## Демографија
Према попису становништва из 2010. у граду је живело 2.713 становника, што је 48 (1,8%) становника више него 2000. године.
| Група             | 2000.         | 2010.         |
| Белци             | 2.416 (90,7%) | 2.296 (84,6%) |
| Афроамериканци    | 168 (6,3%)    | 206 (7,6%)    |
| Азијати           | 12 (0,5%)     | 38 (1,4%)     |
| Хиспаноамериканци | 33 (1,2%)     | 128 (4,7%)    |
| Укупно            | 2.665         | 2.713         |